# Annibale Pio Fabri
Annibale Pio Fabri, chamado de Balino Fabri (Bolonha, 1697 – Lisboa, 12 de agosto de 1760) também conhecido como Balino, de Annibalino, diminutivo do seu primeiro nome, foi um cantor e compositor italiano do século XVIII. Um dos principais tenores de sua época em uma época dominada pelos castrati, Fabri é agora mais conhecido por sua associação com o compositor George Frideric Handel, em cujas óperas Fabri cantava. Foi presidente da Accademia Filarmônica de Bolonha, mais tarde ele ingressou na Capela Real em Lisboa.

## Início de carreira
Ele foi um dos muitos alunos famosos do compositor, cantor e professor Francesco Pistocchi . Sua carreira dramática começou em 1711, em Roma, e durante o curso da década, ele cantou em Veneza, Bolonha e Mantua , criando, entre outros, o papel-título de L'incoronazione di Dario de Vivaldi. Ele ingressou na Accademia Filarmonica de Bolonha como compositor de oratório por volta de 1719 e foi nomeado seu diretor , ou presidente, em 1725, 1729, 1745, 1747 e 1750. Durante a década de 1720, ele alcançou os escalões superiores dos cantores italianos da época, cantando em obras de Leonardo Vinci eDomenico Sarro (para quem criou o papel de Araspe em Didone abbandonata ) em Nápoles (1722-1724) e por Alessandro Scarlatti (Bolonha, 1724). Em 1729 ele se juntou a Handel em Londres por duas temporadas, fazendo sua estréia na Partenope e criando papéis em Partenope e Poro . Em seu tempo em Londres, Fabri também se apresentou em revivals de Giulio Cesare, Tolomeo, Rinaldo (opera), Rodelinda (opera), em que Handel transpôs para tenor o papel-título originalmente castrato.

## Depois de Londres
Saindo de Londres em 1731, Fabri apareceu em Viena em 1732, onde conheceu o imperador Carlos VI, que no ano seguinte se tornou padrinho de um dos filhos de Fabri. Ele continuou a se apresentar em toda a Europa, tendo um sucesso considerável em três óperas de Johann Adolph Hasse em Madrid (1738-1739). Fabri parece ter se retirado dos palcos por volta de 1750, tornando-se membro da capela real de Lisboa até sua morte em 1760. Sua produção composicional dessa época incluiu a montagem do popular libreto de Metastasio libretto Alessandro nell'Indie.